# Поздняков, Борис Александрович
Борис Александрович Поздняков (31 мая 1962, Москва) — советский и российский футболист, играл на позициях защитника и опорного полузащитника. Мастер спорта международного класса (1991 год). В 1980-х годах считался одним из лучших в СССР персональных опекунов.

## Карьера
Борис Поздняков воспитанник СДЮШОР «Спартак» (Москва).
Выступал за московские клубы «Торпедо», «Динамо» и «Спартак», где был одним из ключевых защитников команды Бескова.
Позже играл за австрийские клубы, новороссийский «Черноморец», где на предсезонном сборе сломал ногу и отыграл лишь 1 круг. Затем вновь играл в Австрии, а потом некоторое время искал себе команду в Москве, в результате перешёл в клуб третьей лиги «Космос» из Долгопрудного, которому помог выйти во вторую лигу. А выступал за «Спортакадемклуб», одновременно являясь играющим тренером команды.
Затем Поздняков работал тренером в работал селекционером молодёжной сборной России и селекционером в «Спартаке» и подмосковном «Сатурне». С 24 сентября 2009 года работал в «Спартаке» тренером, после непродолжительных переговоров с главным тренером команды Валерием Карпиным и спортивным директором команды Дмитрием Поповым. С 2014 года — тренер в Академии ФК «Спартак».

### Сборная СССР
Всего за первую сборную сыграл 7 матчей, голов не забивал. Первый матч провёл 28 марта 1984 года с ФРГ 1:2. Последний матч — 18 апреля 1987 года со Швецией 1:3. Сыграл 3 матча за олимпийскую сборную СССР.

## Достижения
- Чемпион СССР: 1989
- Чемпион Европы среди молодёжных команд: 1990